# 청신로 (청양 예산)
청신로는 충청남도 청양군 운곡면에서 예산군 신양면 신양삼거리를 잇는 도로이다.

## 주요 경유지
충청남도
- 청양군 (청양읍 . 운곡면) - 예산군 (신양면)

## 노선
| 이름        | 접속 노선                            | 소재지 | 소재지 | 비고                           |
| ----------- | ------------------------------------ | ------ | ------ | ------------------------------ |
| 교월삼거리  | 칠곡로                               | 청양군 | 청양읍 |                                |
| 교월교      |                                      | 청양군 | 청양읍 |                                |
| 백천교      |                                      | 청양군 | 청양읍 |                                |
| 백천사거리  | 청산로                               | 청양군 | 청양읍 |                                |
| 와고개      |                                      | 청양군 | 운곡면 |                                |
| (이름없음)  | 국가지원지방도 제96호선 (방축길)     | 청양군 | 운곡면 | 국가지원지방도 제96호선과 중복 |
| 후덕삼거리  | 국가지원지방도 제96호선 (중묵운곡로) | 청양군 | 운곡면 | 국가지원지방도 제96호선과 중복 |
| 신운곡교    |                                      | 청양군 | 운곡면 |                                |
| 가지교      |                                      | 예산군 | 신양면 |                                |
| 신양 나들목 | 제30호선 서산영덕고속도로            | 예산군 | 신양면 |                                |
| 신양사거리  | 지방도 제616호선 (예당남로)          | 예산군 | 신양면 |                                |
| 제신양교    |                                      | 예산군 | 신양면 |                                |
| 신양 교차로 | 국도 제32호선 (차동로)               | 예산군 | 신양면 |                                |

## 주요 시설및 건물
- SK에너지 운곡주유소 (청신로 452/효제리 235-5)
- CU 청양운곡점 (청신로 671/후덕리 178)
- HD현대오일뱅크 상록주유소 (청신로 806/모곡리 585-1)
- 농협 청양농협 하나로마트 운곡지점 (청신로 871/모곡리 298-5)
- 운곡면행정복지센터 (청신로 873/모곡리 293-2)
- 운곡우체국 (청신로 874/신대리 607-6)
- 운곡파출소 (청신로 878/신대리 607-1)
- 운곡초등학교 (청신로 882/신대리 598)